# چوپان دروغگو (فیلم ۱۹۴۷)
چوپان دروغگو یک فیلم مرموز آمریکایی محصول سال ۱۹۴۷ به کارگردانی پیتر گادفری و با بازی ارول فلین و باربارا استنویک است که براساس رمانی به همین نام از مارجوری کارلتون ساخته شده است . 